# Gary Roberts
Gary R. Roberts (* 23. Mai 1966 in North York, Ontario) ist ein ehemaliger kanadischer Eishockeyspieler, der im Verlauf seiner aktiven Karriere zwischen 1982 und 2009 unter anderem 1354 Spiele für die Calgary Flames, Carolina Hurricanes, Toronto Maple Leafs, Florida Panthers, Pittsburgh Penguins und Tampa Bay Lightning in der National Hockey League auf der Position des linken Flügelstürmers bestritten hat. Seinen größten Karriereerfolg feierte Roberts in Diensten der Calgary Flames mit dem Gewinn des Stanley Cups im Jahr 1989.

## Karriere

### Jugend
In seiner Jugend spielte Roberts neben Eishockey auch Lacrosse und gewann mit seinem Jugendfreund Joe Nieuwendyk gemeinsam bei den Whitby Warriors den Minto Cup. Bei den Junioren spielte Roberts in der OHL für die Ottawa 67’s. Nach seiner zweiten Spielzeit dort wurde er im NHL Entry Draft 1984 von den Calgary Flames in der ersten Runde als 12. gezogen. Schon damals zeichnete ihn neben seiner Scorerqualitäten vor allem seine robuste Spielweise aus. Krachende Bodychecks und der Hang sich seiner Eishockeyhandschuhe für Schlägereien zu entledigen, aber auch ein „Killer“-Instinkt vor dem Tor zeichnen Roberts als einen der besten torgefährlichen Power Forwards aus. In den nächsten beiden Jahren spielte er zuerst weiter in Ottawa, wechselte dann aber innerhalb der OHL zu den Guelph Platers. Zwischenzeitlich spielte er auch für Calgarys Farmteam die Moncton Golden Flames in der AHL.
Die Saison 1986/87 begann er noch in Moncton, schaffte aber später den Sprung in die NHL. Bis zur Saison 1988/89, in der er mit den Flames den Stanley Cup gewinnen konnte, waren vor allem seine Strafminutenwerte Spitze. Er kam Jahr für Jahr auf über 200 Minuten. Doch dann platze auch der Knoten als Scorer. Hatte er bis dahin nie mehr als 38 Punkte geschafft, folgten in den nächsten Jahren Werte zwischen 70 und 90.
Mitte der 1990er Jahre musste Roberts seiner harten Spielweise Tribut zollen. Ständige Schmerzen in Arm und Nacken zwangen ihn immer wieder Spiele auszulassen. Genauere Untersuchungen zeigten gravierende Nervenschäden im Nackenbereich. Roberts beendete die Saison 1995/96 vorzeitig und unterzog sich einer riskanten Operation, bei der ihm die Ärzte nicht versichern konnten, ob er jemals wieder Eishockey spielen könnte. Er setzte die folgende Saison vollständig aus und startete ein sehr hartes Rehabilitationsprogramm.
Roberts wollte es zur Saison 1997/98 noch einmal wissen und die Carolina Hurricanes gaben dem Free Agent eine Chance. Er brachte es in 61 Spielen auf 49 Punkte und blieb für drei Jahre in Carolina. Ein lukrativer Vertrag lockte ihn dann zu den Toronto Maple Leafs. Hier traf er wieder auf seinen Jugendfreund und langjährigen Teamkameraden aus Calgary Joe Nieuwendyk. Vier Jahre spielte er erfolgreich in Toronto, doch nach der Streiksaison 2004/05 mussten die Leafs Roberts und Nieuwendyk aus finanziellen Gründen abgeben. Beide gingen zu den Florida Panthers und spielten dort eine gute Saison. Während Nieuwendyk in der Saison 2006/07 seine Karriere beendete, war Roberts immer häufiger Teil von Transferspekulation und je näher das Ende der Transferperiode rückte, desto konkreter wurden sie, was durch die sportliche Talfahrt der Panthers noch verstärkt wurde. Einige Tage vor dem Transferschluss am 27. Februar 2007 sagte Roberts, dass für ihn nur Toronto und die Ottawa Senators als mögliche neue Arbeitgeber in Frage kommen würden. 24 Stunden vor der Transferende einigten sich aber die Panthers mit den Pittsburgh Penguins auf einen Transfer und Roberts stimmte nach einigen Stunden zu nach Pittsburgh zu wechseln.
Roberts spielt für die Penguins eine gute Saison und wird schon bald von den Fans wegen seiner robusten Spielweise und seinen großartigen Führungsqualitäten ins Herz geschlossen.
Im Sommer 2007 einigte sich Roberts mit dem Pittsburgh Penguins auf einen Einjahresvertrag. Am 29. Dezember 2007 bei dem Spiel gegen die Buffalo Sabres brach sich Roberts das Bein und fiel bis zum Beginn der Playoffs im April 2008 aus. Im Sommer wechselte er als Free Agent dann für ein Jahr zu den Tampa Bay Lightning.
Am 4. März 2009, der Tag der NHL Trade-Deadline, wurde Roberts ohne Absprache mit dem Verein auf die Waiverliste der Tampa Bay Lightning gesetzt. Nachdem sich in den letzten Stunden der Deadline kein Abnehmer für Roberts gefunden hatte, blieb dieser ergebnislos auf der Waiverliste des Vereins. Roberts zog am 6. März 2009 seine Konsequenzen aus dem Handeln der Tampa Bay Lightning und beendete mit nunmehr fast 43 Jahren seine mehr als zwei Jahrzehnte andauernde Eishockeykarriere.
Seit Herbst 2020 arbeitete Roberts als Berater für die neu gegründeten Seattle Kraken.

## Erfolge und Auszeichnungen
| - 1984 J.-Ross-Robertson-Cup-Gewinn mit den Ottawa 67’s - 1984 Memorial-Cup-Gewinn mit den Ottawa 67’s - 1985 OHL Second All-Star Team - 1986 J.-Ross-Robertson-Cup-Gewinn mit den Guelph Platers - 1986 Memorial-Cup-Gewinn mit den Guelph Platers - 1986 OHL Second All-Star Team | - 1989 Stanley-Cup-Gewinn mit den Calgary Flames - 1992 Teilnahme am NHL All-Star Game - 1993 Teilnahme am NHL All-Star Game - 1996 Bill Masterton Memorial Trophy - 2004 Teilnahme am NHL All-Star Game |

### International
- 1986 Silbermedaille bei der Junioren-Weltmeisterschaft

## Karrierestatistik

### International
Vertrat Kanada bei:
- Junioren-Weltmeisterschaft 1986

(Legende zur Spielerstatistik: Sp oder GP = absolvierte Spiele; T oder G = erzielte Tore; V oder A = erzielte Assists; Pkt oder Pts = erzielte Scorerpunkte; SM oder PIM = erhaltene Strafminuten; +/− = Plus/Minus-Bilanz; PP = erzielte Überzahltore; SH = erzielte Unterzahltore; GW = erzielte Siegtore; 1 Play-downs/Relegation; Kursiv: Statistik nicht vollständig)

## Team-Rekorde
- 90 Punkte als Linksaußen für die Calgary Flames (53 Tore und 37 Vorlagen; 1991/92)